# Острозький замок
Острозький замок — розташовано на вершині 20-метрового пагорба над долиною річки Вілії, у районному центрі Острог, Рівненської області. Замок було побудовано на місці дерев'яного укріплення зруйнованого монголо-татарами 1241 року. Спочатку це була башта-донжон, яка тепер носить назву «Вежа Мурована». Замок був резиденцією князів Острозьких. Зараз на території Острозького замку розташовано Острозький краєзнавчий музей.
Замок був оточений глибоким ровом, наповненим водою. Башти служили оборонною системою для замку: Мурована вежа, Кругла Вежа, Богоявленська церква-фортеця та Надбрамна башта (з 1905 року— дзвіниця)

## Історія

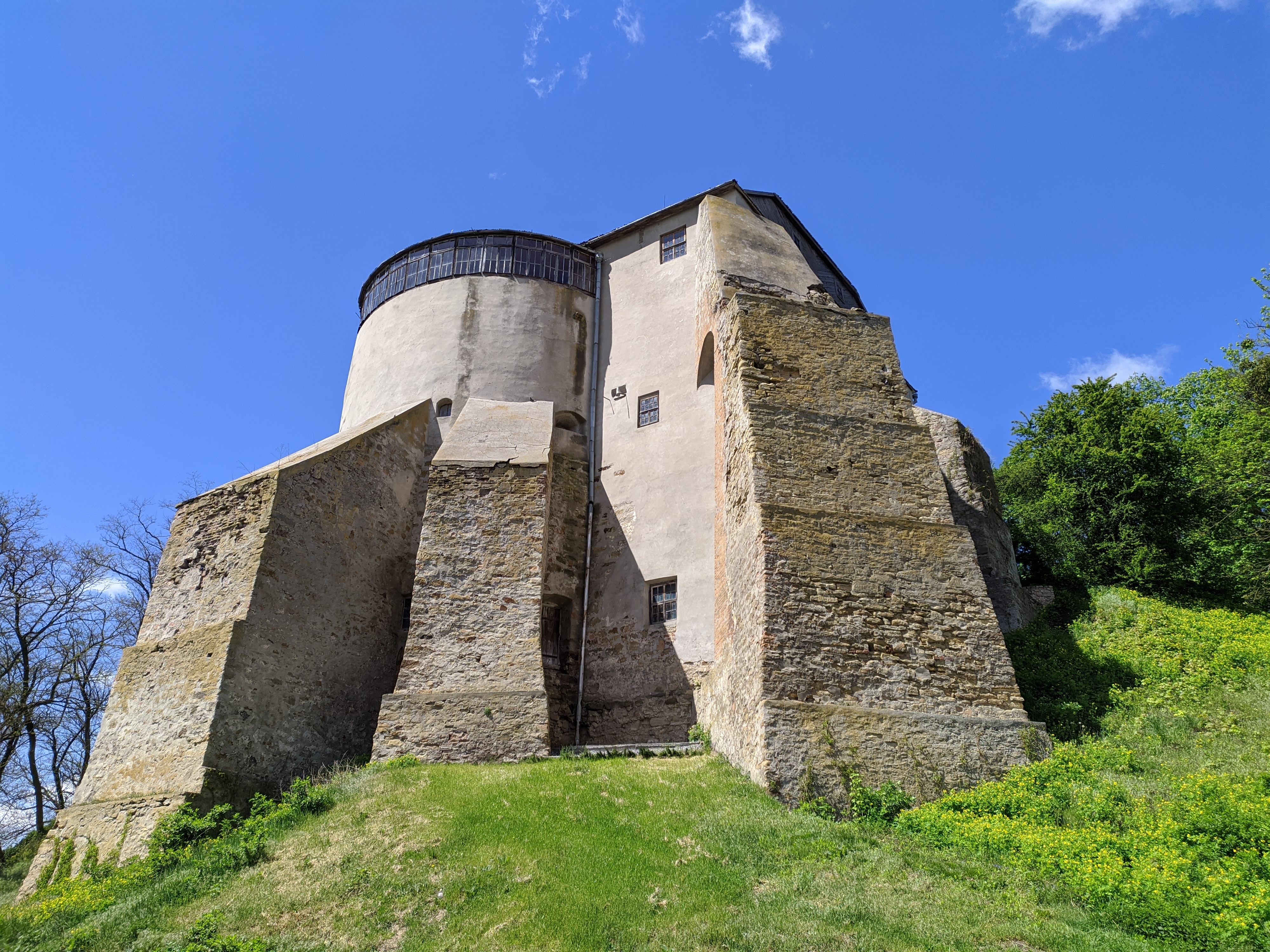
Частина Острозького замку — «Вежа мурована» 16ст.

Замок протягом XIV-XVI століть був родовим гніздом князів Острозьких — найбагатших магнатів Речі Посполитої тих часів, і найбільшого свого розквіту досяг за Костянтина Івановича Острозького. Протягом століть замок неодноразово перебудовувався і осучаснювався. Станом на 2014 рік, ансамбль замку становлять Вежа Мурована (XIV століття) Кругла башта (XVI століття), Богоявленський собор (XV-XVI століття), надбрамна дзвіниця (1905) та фрагменти стін. Вежа Мурована знаходиться у південно-східній частині замку. По завершенню будівництва, у другій половині XIV століття являла собою донжон, надалі декілька разів перебудовувалася і остаточного вигляду набула наприкінці XIX століття. Зараз башта являє собою триярусну споруду з пісковику та цегли, у плані наближується до прямокутника. З півдня, заходу та сходу укріплена контрфорсами, що з'явилися у XV—XVII століттях. З 24 серпня 1916 року всередині вежі діє краєзнавчий музей.

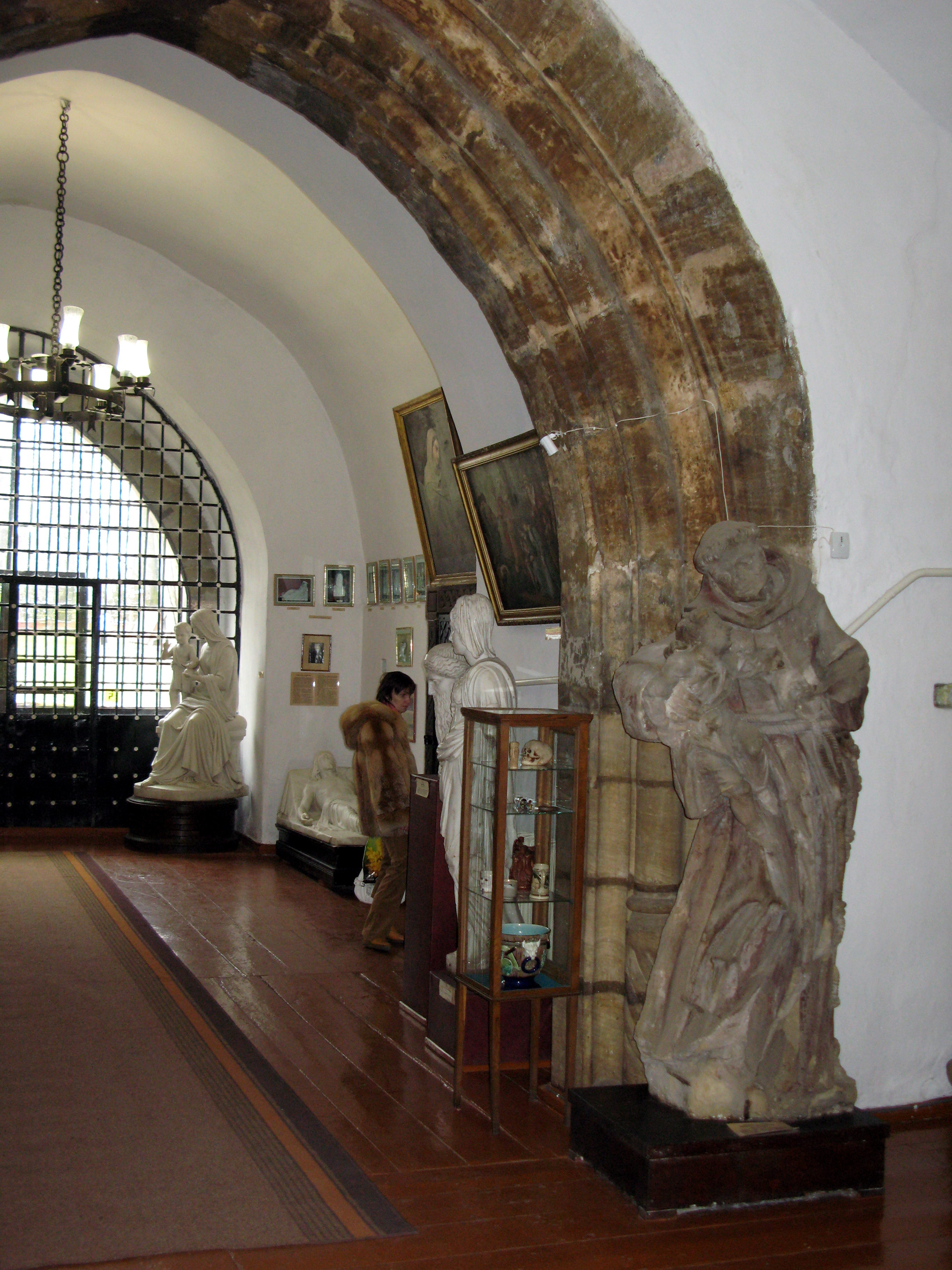
Острозький замок — інтер'єр

Круглу башту розташовано у південно-західній частині замку. Це триярусна споруда з каменю та цегли, укріплена трьома контрфорсами, кругла у плані з вирізом у вигляді трапеції з боку замкового двору.
Верхні яруси обох веж наприкінці XVI століття набули ренесансного вигляду.
З напільного боку, терен замку було обведено захисним муром, а з боку міста стояла дерев'яна оборонна стіна з дерев'яною вежею. Згідно люстрації 1654 року, замок не мав надбрамної оборонної вежі, а браму було облаштовано в оборонному мурі. Біля неї знаходилась звідна частина мосту, що вів до замку.
На території міста Острог, крім замку збереглися кілька об'єктів міських укріплень. До них належать Луцька надбрамна вежа і Татарська надбрамна вежа.
Обидві башти було побудовано у другій половині XV — початку XVI століть із пісковику. Це триярусні споруди, у плані являють собою з'єднання овалу з прямокутником. Усередині Луцької башти з 1985 року розташовано музей книги. Татарська башта збереглася гірше, втрачено значну частку еліптичної частини будівлі.

## Галерея

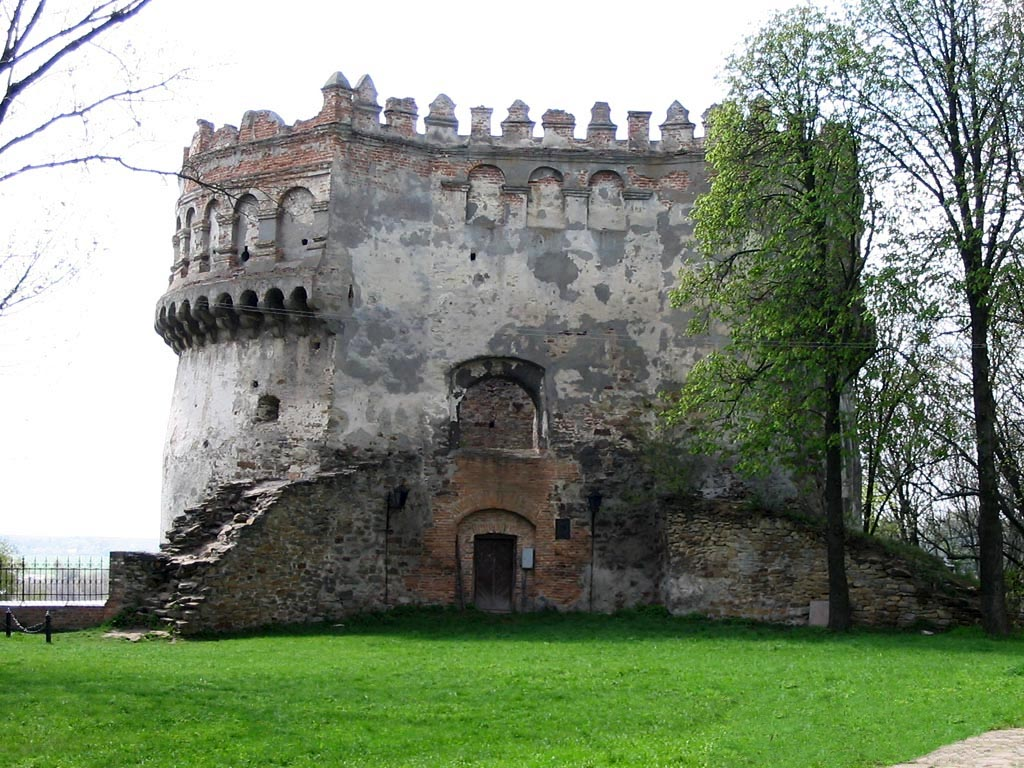
Кругла вежа XVI ст.
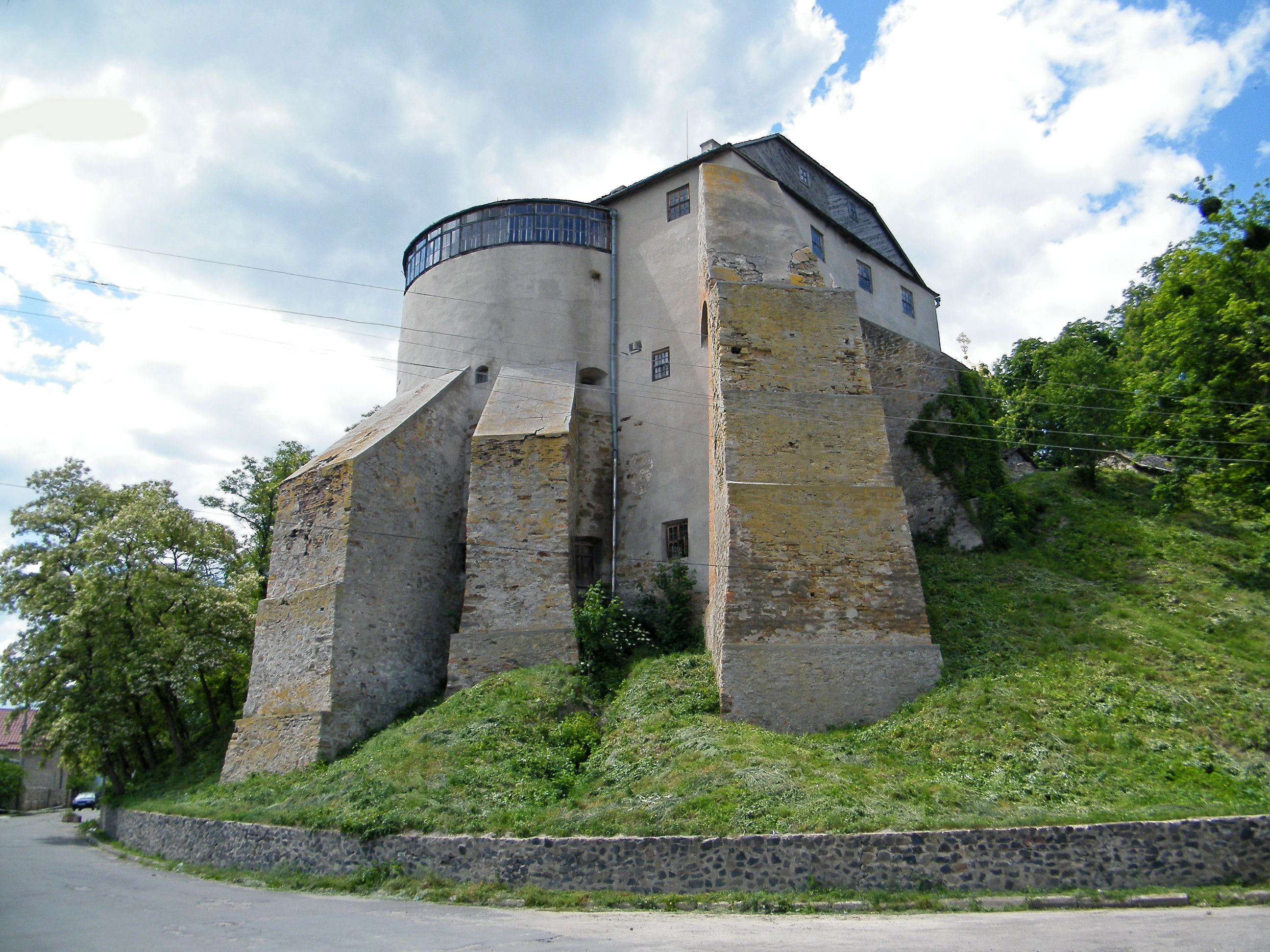
Острозький замок
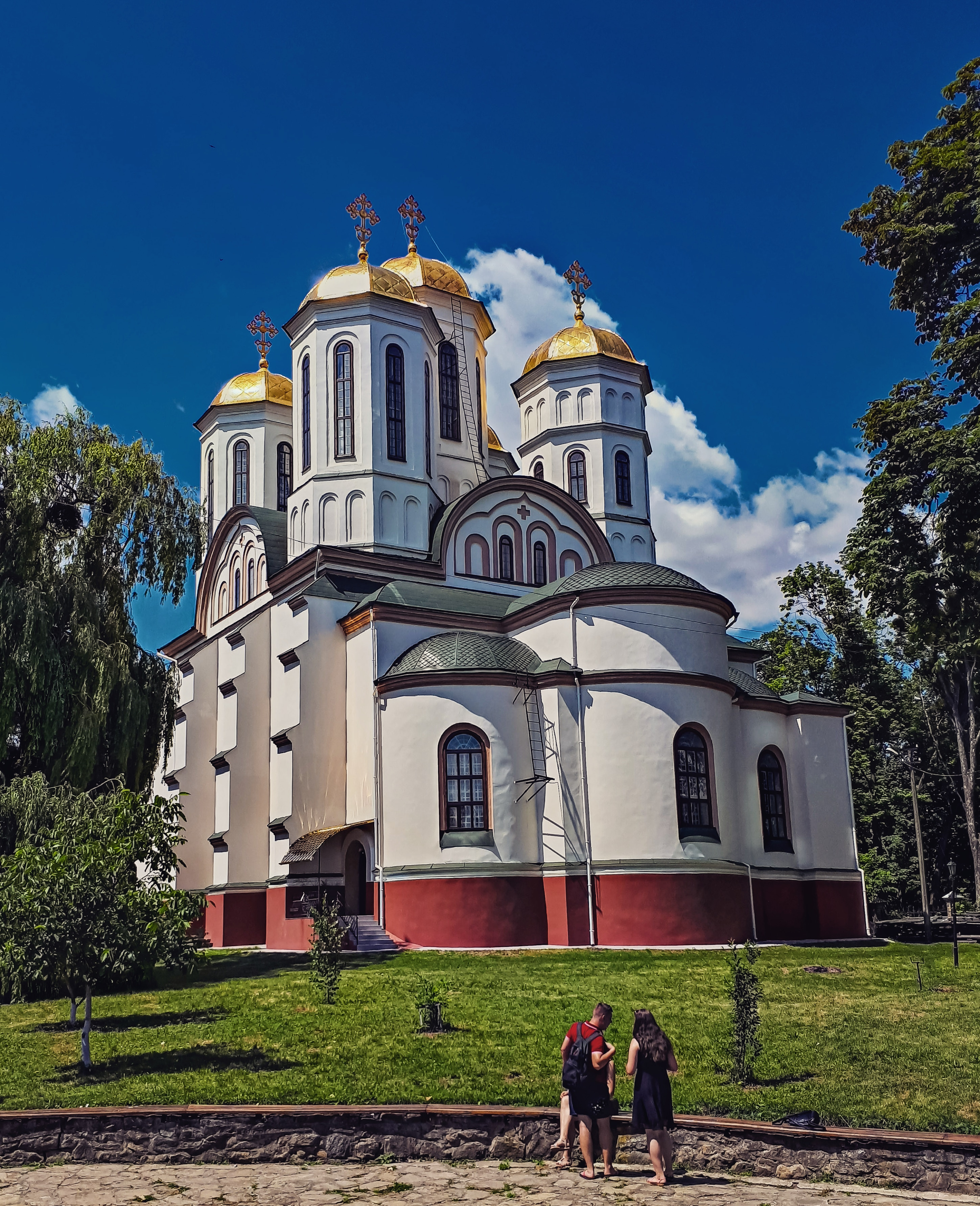
Богоявленська церква-фортеця
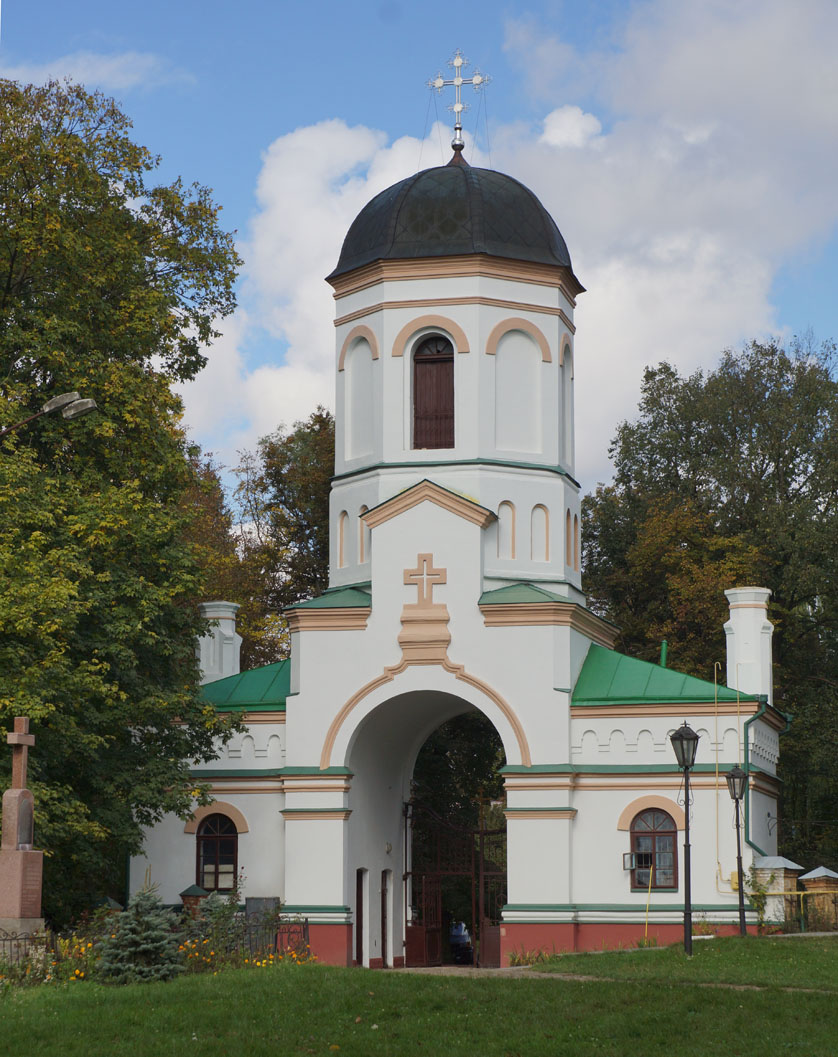
Дзвіниця в Острозі
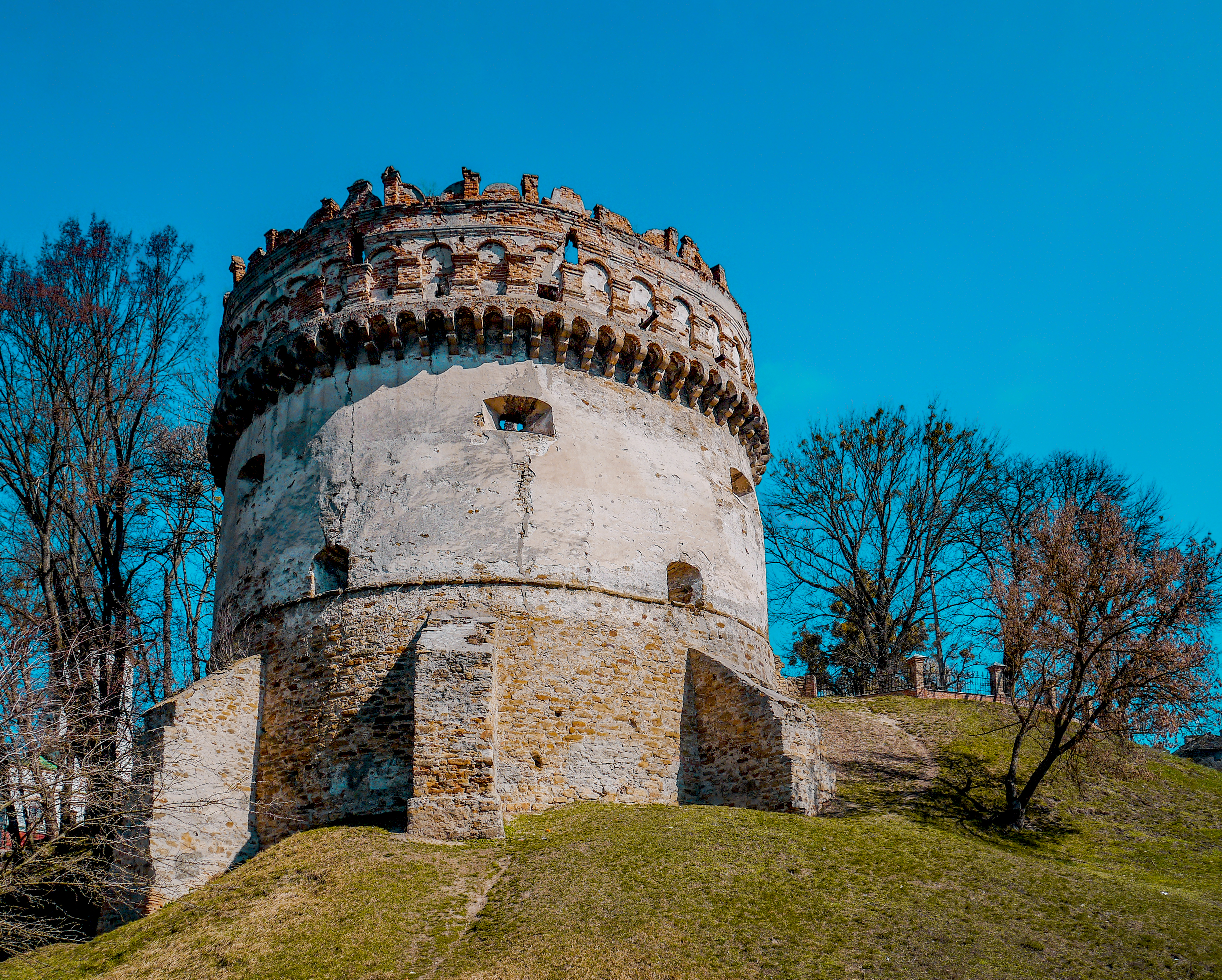
Кругла (Нова) вежа XVI ст. Вид з півдня.
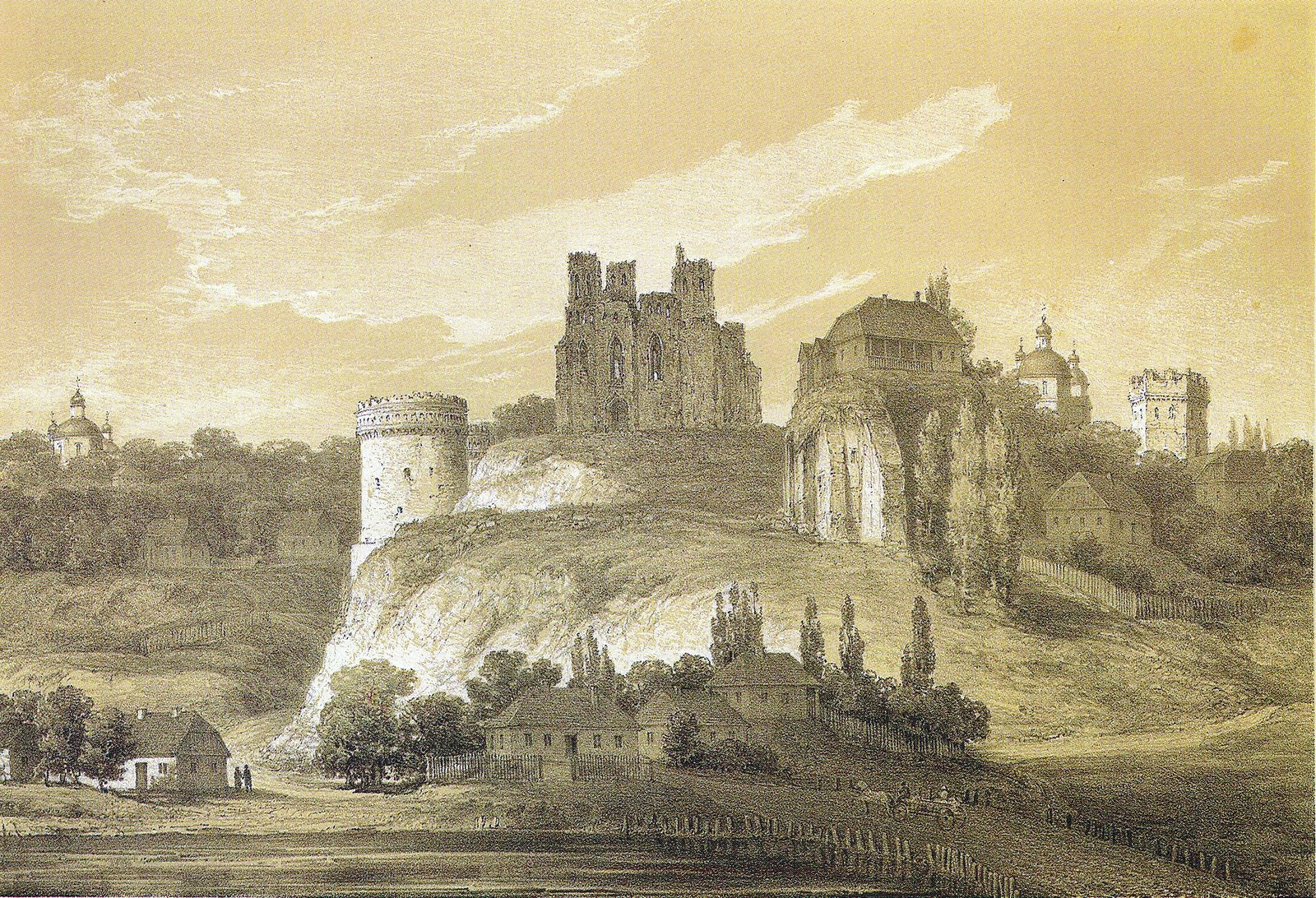
Наполеон Орда. Острог.
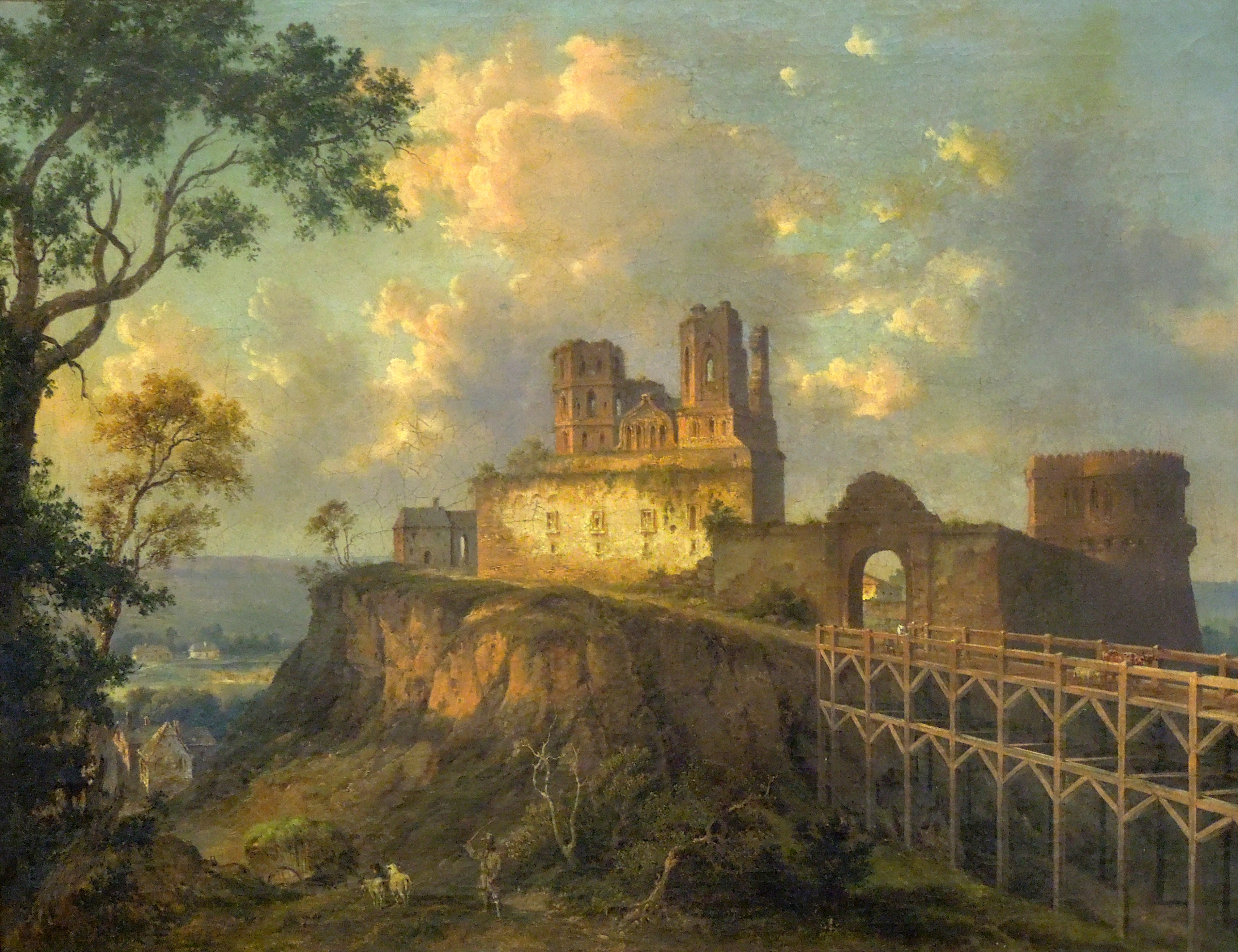
Адам Маліновський. Замок в Острозі (1840)
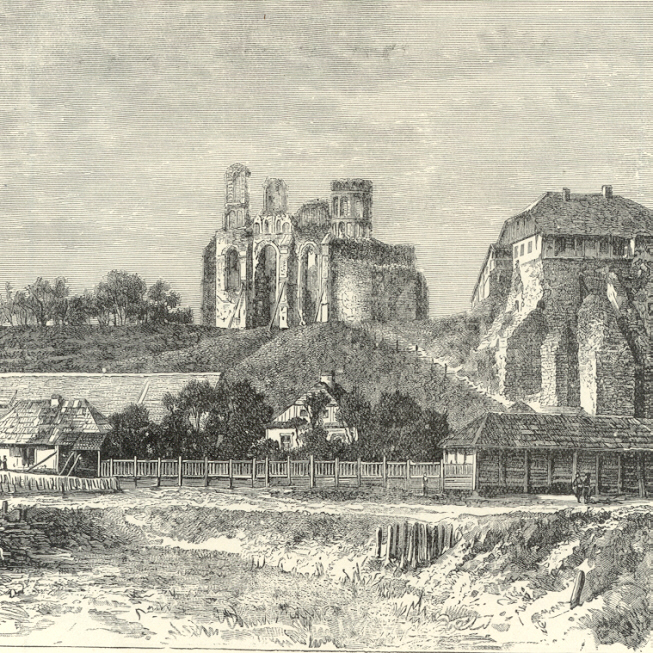
Руїни Острозького замку (1870-ті). Ілюстрація до книги «Земля і люди. Загальна географія» (т.5), Жана Жака Елізе Реклю, 1880
Острозький замок на макеті м. Острога.
Макет замку у львівському Парку замків
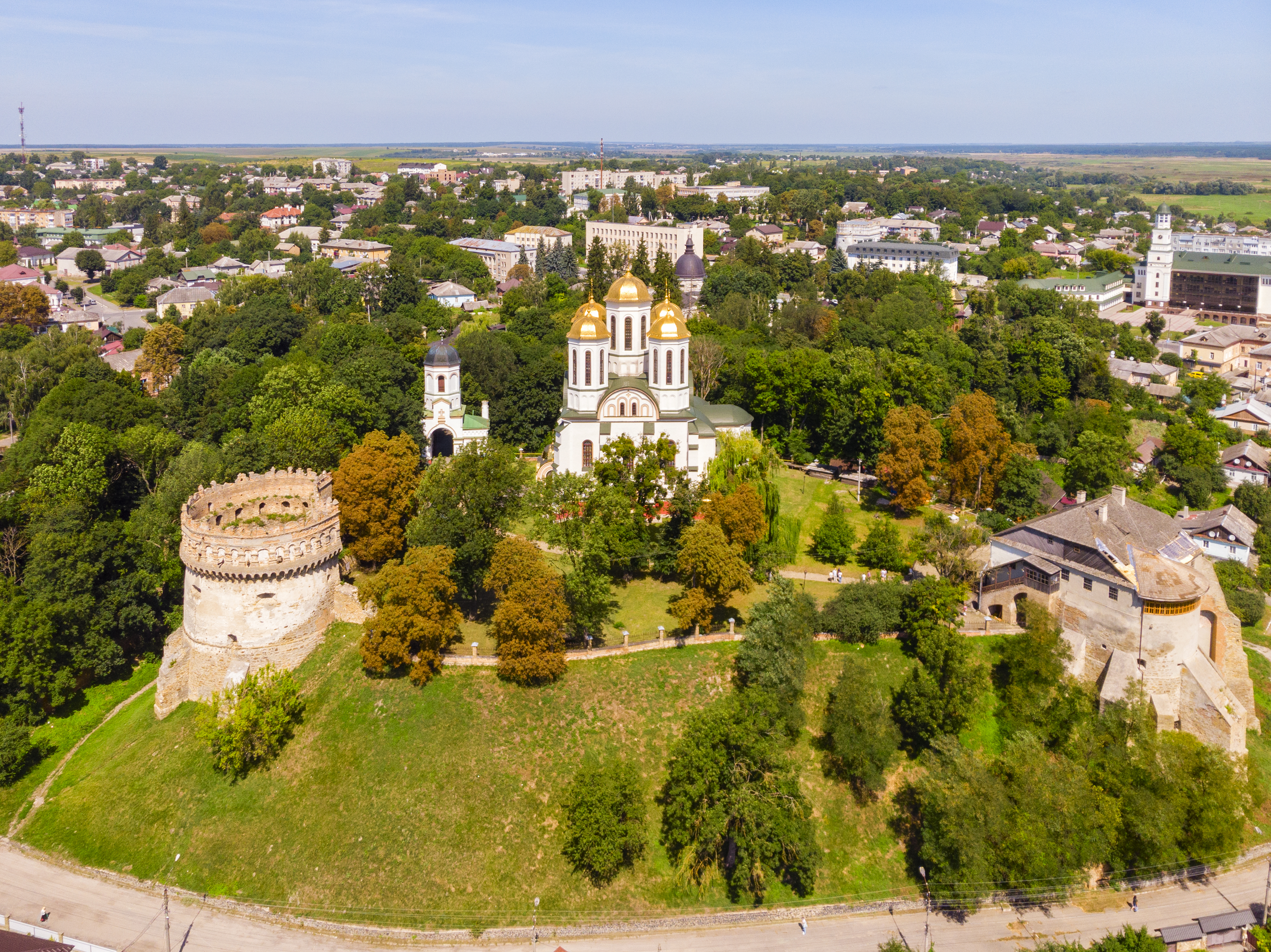
Вид на замок з повітря